# Classification des discontinuités
En mathématiques, les fonctions continues sont d'une importance primordiale. Cependant, toutes les fonctions ne sont pas continues. On appelle discontinuité tout point du domaine d'une fonction où celle-ci n'est pas continue. L'ensemble des discontinuités d'une fonction peut être discret, dense voire être le domaine entier.
Dans cet article, seules les discontinuités des fonctions réelles à valeurs réelles seront étudiées.

## Définitions
On considère une fonction à valeurs réelles {\displaystyle f} de la variable réelle {\displaystyle x}, définie sur un voisinage du point {\displaystyle x_{0}} où {\displaystyle f} est discontinue. On a alors trois possibilités :
- la limite à gauche {\displaystyle L^{-}=\lim _{x\to x_{0}^{-}}f(x)} et la limite à droite {\displaystyle L^{+}=\lim _{x\to x_{0}^{+}}f(x)} en {\displaystyle x_{0}} existent et sont finies et égales.Alors, si {\displaystyle f(x_{0})} n'est pas égal à {\displaystyle L:=L^{-}=L^{+}}, x0 est appelée discontinuité apparente. La discontinuité peut être effacée dans le sens où la fonction{\displaystyle x\mapsto {\begin{cases}f(x)&x\neq x_{0}\\L&x=x_{0}\end{cases}}}est continue en x = x0 ;
- les limites {\displaystyle L^{-}} et {\displaystyle L^{+}} existent et sont finies, mais ne sont pas égales.Alors x0 est appelée une discontinuité de saut. Dans ce cas, la valeur de ƒ en x0 importe peu ;
- au moins une des deux limites {\displaystyle L^{-}} et {\displaystyle L^{+}} n'existe pas ou est infinie.On parle alors de discontinuité essentielle ou discontinuité de deuxième espèce, par opposition aux deux cas précédents, que l'on regroupe sous le nom de discontinuité de première espèce. (Les discontinuités essentielles sont à différencier des singularités essentielles d'une fonction de la variable complexe.)

L'expression « discontinuité apparente » est parfois utilisée au lieu de « singularité apparente », pour un point où la fonction n'est pas définie mais a une limite finie. C'est un abus de langage, puisque la (dis-)continuité n'a de sens qu'en un point du domaine de la fonction.

## Exemples
Les seules discontinuités d'une fonction monotone sur un intervalle réel sont des sauts, d'après le théorème de la limite monotone.
La fonction
{\displaystyle x\mapsto {\begin{cases}x^{2}&{\mbox{ si }}x<1\\0&{\mbox{ si }}x=1\\2-x&{\mbox{ si }}x>1\end{cases}}}

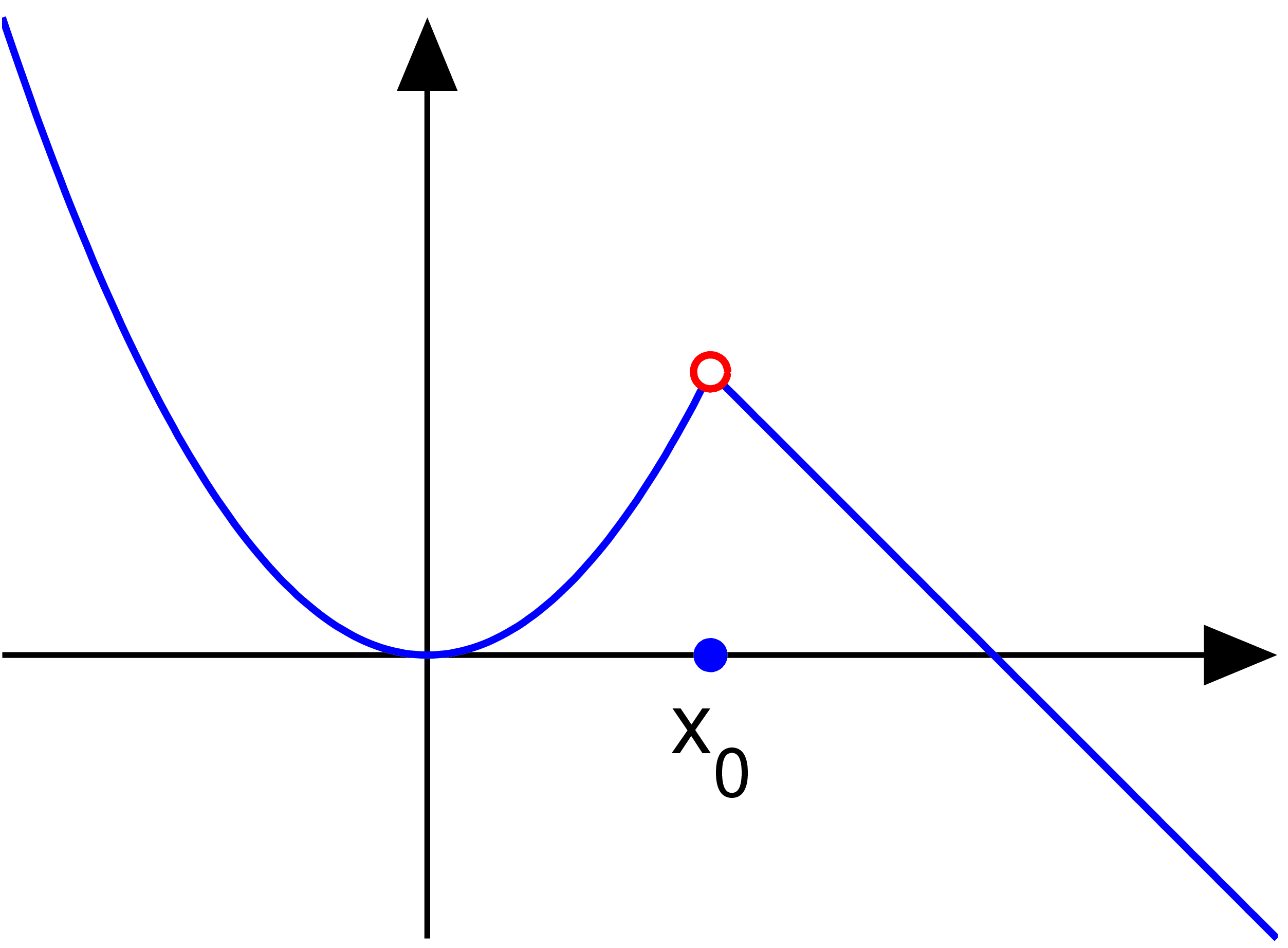
La fonction présente une discontinuité apparente en 1.

est discontinue en {\displaystyle x_{0}=1} et c'est une discontinuité apparente. En effet, les limites à gauche et à droite en 1 valent toutes les deux 1.
La fonction
{\displaystyle x\mapsto {\begin{cases}x^{2}&{\mbox{ si }}x<1\\0&{\mbox{ si }}x=1\\2-(x-1)^{2}&{\mbox{ si }}x>1\end{cases}}}

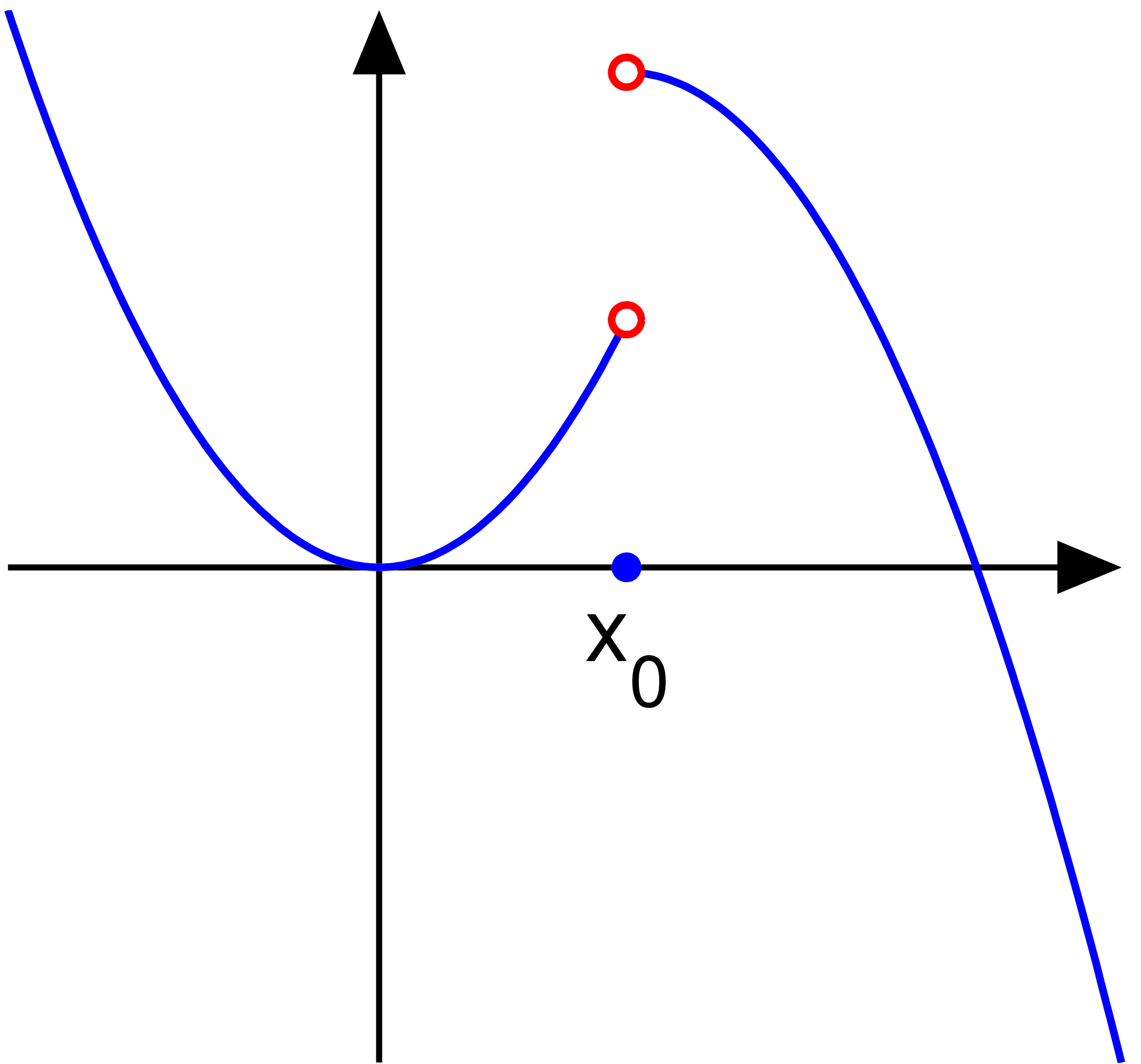
La fonction présente une discontinuité de saut en 1.

est discontinue en {\displaystyle x_{0}=1} et c'est une discontinuité de saut.
La fonction
{\displaystyle x\mapsto {\begin{cases}\sin {\frac {5}{x-1}}&{\mbox{ si }}x<1\\0&{\mbox{ si }}x=1\\{\frac {1}{x-1}}&{\mbox{ si }}x>1\end{cases}}}

La fonction présente une discontinuité essentielle en 1.

est discontinue en {\displaystyle x_{0}=1} et c'est une discontinuité essentielle. Il aurait suffi qu'une des deux limites (à gauche ou à droite) n'existe pas ou soit infinie. Toutefois, cet exemple permet de montrer une discontinuité essentielle même pour l'extension au domaine complexe.

## Classification par l'oscillation
L'oscillation d'une fonction en un point quantifie une discontinuité de la sorte :
- pour une discontinuité apparente, la distance entre les limites et la valeur de la fonction au point est son oscillation ;
- pour un saut, la taille du saut est son oscillation (en supposant que la valeur au point se trouve entre les deux limites) ;
- dans une discontinuité essentielle, l'oscillation mesure l'incapacité de la limite à exister.

## Ensemble des discontinuités d'une fonction
L'ensemble des points où une application de ℝ dans ℝ est continue est toujours un ensemble Gδ. De façon équivalente, l'ensemble de ses discontinuités est un ensemble Fσ. Réciproquement, tout Fσ de ℝ est l'ensemble des discontinuités d'une application de ℝ dans ℝ.
Le théorème de Froda dit que l'ensemble des discontinuités de première espèce d'une fonction réelle est au plus dénombrable.
La fonction de Thomae est discontinue en tout rationnel et continue en tout irrationnel.
La fonction indicatrice des rationnels, ou fonction de Dirichlet, est discontinue en tout point.